# Albert de la Torre Fornell
Albert de la Torre Fornell (Barcelona, 1965) és un periodista, crític teatral, productor i realitzador audiovisual català.
Com a periodista ha tingut una llarga trajectòria en ràdio, premsa escrita i televisió, exercint en particular com a crític d'art, sobretot de teatre. Ha treballat, entre d'altres, a Ràdio Barcelona, Com Ràdio, TV3 i la Xarxa de Televisions Locals. El 1989 va fundar i va ser director de la revista Escena, que va dedicar-se al món del teatre, la dansa i l'òpera. La seva trajectòria com a crític teatral li van valer els premis Crítica Serra d'Or, KRTU a la creativitat, Butaca en diverses ocasions i el de l'Associació d'Actors i Directors Professionals de Catalunya.
Com a productor, el 2018 va dirigir el documental Pavlovsky, per mostrar la feina i reivindicar el paper de l'artista argentí en la lluita dels drets civils durant la transició espanyola, amb la col·laboració del mateix protagonista. La producció va ser reconeguda amb el Premi Ocaña.
Actualment, és promotor de La Gleva Teatre. El 2022 va presentar L'abdicació, la seva primera obra teatral, en aquest teatre de Barcelona, sota la direcció de Ramon Simó.
Ha impartit classes en els postgraus de Gestió Cultural de la Universitat de Barcelona i de Guió a la Fundació Blanquerna.
Està vinculat a la Fundació Ernest Lluch.